# Sigmund Baginov
Sigmund Baginov è un personaggio del fumetto fantascientifico Nathan Never, edito dalla Sergio Bonelli Editore ed ideato dal trio Michele Medda, Antonio Serra e Bepi Vigna.

## Biografia del personaggio
Di origine polacca, Sigmund Baginov è un tecnico informatico che viene assunto da Edward Reiser quando questi sta cercando di verificare la veridicità di un video raffigurante un mutato e apparentemente precedente alla creazione di questa razza. Da questa prima collaborazione i due si ritroveranno in condizione di dover dipendere da MrAlfa e grazie alle risorse di questo fondano l'Agenzia Alfa, di cui Reiser diviene il capo organizzativo, mentre Baginov è colui che si occupa di tutta la parte informatica.
Per anni, ottimo amico di Nathan, Sigmund è il superesperto informatico in seno all'Agenzia Alfa. Inizialmente nella serie è rappresentato come il classico nerd impacciato nelle relazioni umane, mentre perfettamente a suo agio quando si trova davanti alla tastiera del computer, tanto è vero che nei primi albi soffriva di una strana forma di balbuzie che lo colpiva solo quando comunicava con le persone. Riuscirà comunque a risolvere i suoi problemi comunicativi nel corso dello sviluppo della trama e il suo stesso ruolo stereotipato da nerd verrà in parte ridimensionato.
Gli attuali rapporti con Nathan Never sono molto più freddi, dopo la scoperta nel corso della Saga Alfa che il tecnico polacco era a conoscenza dei rapporti di dipendenza tra Reser e Mr. Alfa. Dopo un temporaneo allontanamento dall'Agenzia, Darver lo reintegra nei suoi ranghi. I rapporti tra Sigmund e gli altri agenti Alfa non sono migliorati negli ultimi anni e lo stesso comportamento del personaggio, inizialmente solare e positivo, si è modificato fino a sfiorare i limiti della moralità.
Sue infatti sono le modifiche a Link, contestate da Nathan, che lo hanno reso un robot da battaglia ma che lo hanno parzialmente privato di quell'umanità che caratterizzava l'androide dell'Agenzia Alfa. Inoltre, Sigmund (che si è sempre mostrato ambiguo nel suo rapporto con Darver), spalleggia il suo capo in tutti i suoi intrighi politici ed è il punto di contatto tra l'Agenzia principale e le altre sezioni.
È di aspetto fisico tutt'altro che attraente e prestante, è ritratto infatti con un naso pronunciato ed un enorme bozzo sul viso, un paio di occhiali ed un fisico piuttosto mingherlino, ciò nonostante ha una discreta fortuna con il gentil sesso e in alcune occasioni dimostra di arrangiarsi anche negli scontri fisici.
Recentemente ha iniziato a frequentare l'ultimo acquisto dell'Agenzia Alfa, Betty Hayworth.
Verso la fine della Saga della guerra dei mondi, si scopre, a seguito di un'esplosione che farà perdere coscienza a Sigmund, che questi è un robot. Nathan Never e Legs Weaver, sospettando che il loro amico sia stato, in realtà, rapito, si mettono subito ad indagare per ritrovarlo. Si scopre così che, negli anni passati, Sigmund aveva progettato e costruito un super computer, il quale utilizza il suo cervello come "Elaboratore dati". Tutto questo si deve alla sua volontà di dotarsi di un computer simile a quello progettato da Mr. Alfa, ora andato distrutto nell'esplosione della vecchia sede dell'Agenzia Alfa. Il suo impegno lo ha assorbito a tal punto da progettare un robot a sua immagine e somiglianza, che lo sostituisce nei suoi compiti in agenzia, robot al quale è in grado di far "provare" anche sensazioni e sentimenti umani (la relazione con Betty ad esempio). Non si accorgerà, Sigmund, che questa "intelligenza artificiale" da lui creata, sviluppa una propria personalità tale da arrivare ad imprigionarlo nella vasca di contenimento, utile al mantenimento dei parametri vitali quando Sigmund si connette al cyber spazio. L'arrivo di Nathan e Legs porrà termine a questa sorta di prigionia (non senza qualche difficoltà), e tutti e tre faranno la conoscenza dell'"Angelo della morte", l'intelligenza artificiale che aveva imprigionato Sigmund, e che si è sviluppata basandosi sulle paure e i desideri più inconsci di quest'ultimo. Al rientro in agenzia cerca di dare le dimissioni, decisione che viene respinta dal direttore Elmore. Viene, subito dopo, perdonato da Betty. All'inaugurazione della nuova Agenzia Alfa, Sigmund e Betty si sposeranno.
È inoltre in grado di realizzare incredibili dispositivi tecnologici che vengono in aiuto ai colleghi nelle missioni a cui questi sono chiamati.
L'importanza del personaggio nel fumetto è dimostrata dal fatto che gli sono stati dedicati ben due mini-albetti allegati agli speciali di Nathan Never.